# Iso Valkeajärvi
Iso Valkeajärvi är en sjö i kommunen Virdois i landskapet Birkaland i Finland. Sjön ligger 105,2 meter över havet. Arean är 50 hektar och strandlinjen är 5,07 kilometer lång. Sjön  ingår i Kumo älvs huvudavrinningsområde.   Den ligger omkring 70 km norr om Tammerfors och omkring 230 km norr om Helsingfors. 